# SmartAvia
SmartAvia (en ruso: Смартавиа), anteriormente conocida como Aeroflot-Nord (Аэрофлот-Норд) y Nordavia (Нордавиа), es una aerolínea cuyo aeropuerto principal es el Aeropuerto Internacional de Talagi en Arcángel, Rusia. La aerolínea opera regularmente vuelos de cabotaje y regionales. Su aeropuerto secundario es el Aeropuerto Internacional Moscú-Sheremetyevo.

## Historia
La aerolínea fue fundada en 1963 como la Arkhangelsk United Aviation Squadron, y fue renombrada como AVL Arkhangelsk Airlines en 1991. En agosto de 2004, Aeroflot adquirió un 51 % de la aerolínea, quedando el 49 % restante en manos de Aviainvest. El nombre de la compañía fue cambiado a Aeroflot-Nord en 2006. Ese mismo año la aerolínea se unió a la Asociación Europea de Aerolíneas Regionales.

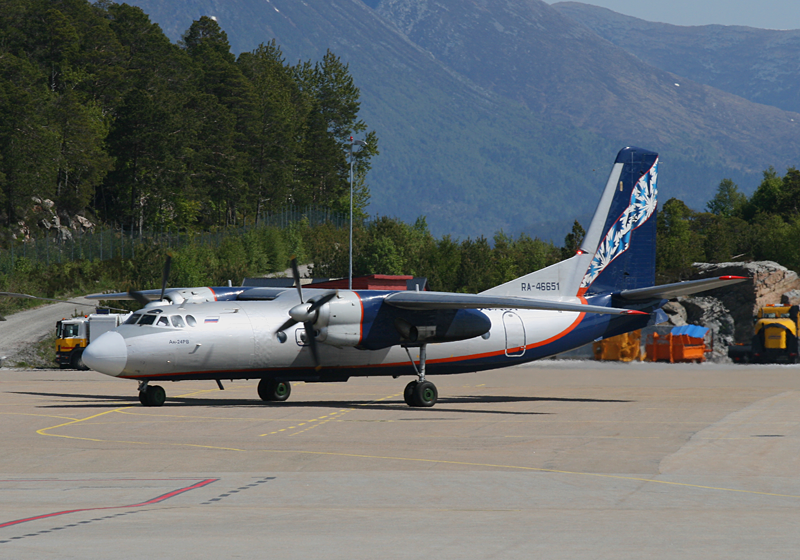
Antonov An-24 de la aerolínea.

El contrato con Aeroflot expiró el 1 de diciembre de 2009. Desde entonces, la aerolínea opera de forma independiente. Las razones de la retirada de Aeroflot de la aerolínea se debido a la mala publicidad que recibió la aerolínea tras el accidente del vuelo 821 de Aeroflot y las presiones impuestas por las autoridades rusas, entre las que se encontraba la prohibición de vuelos chárter internacionales para la aerolínea.
En marzo de 2011 Aeroflot vendió la aerolínea a MMC Norilsk Nickel por un precio de US$7 millones. Kommersant preguntó a expertos en la materia si MMC Norilsk Nickel podría fusionar Nordavia con Taimyr Air Company, que también es propiedad de la compañía.

## Destinos
Finlandia
- Helsinki-Aeropuerto de Helsinki

 Noruega
- Kristiansund-Aeropuerto de Kristiansund

- Tromsø-Aeropuerto Internacional de Tromsø

 Rusia
- Amderma-Aeropuerto de Amderma

- Anapa-Aeropuerto de Vityazevo

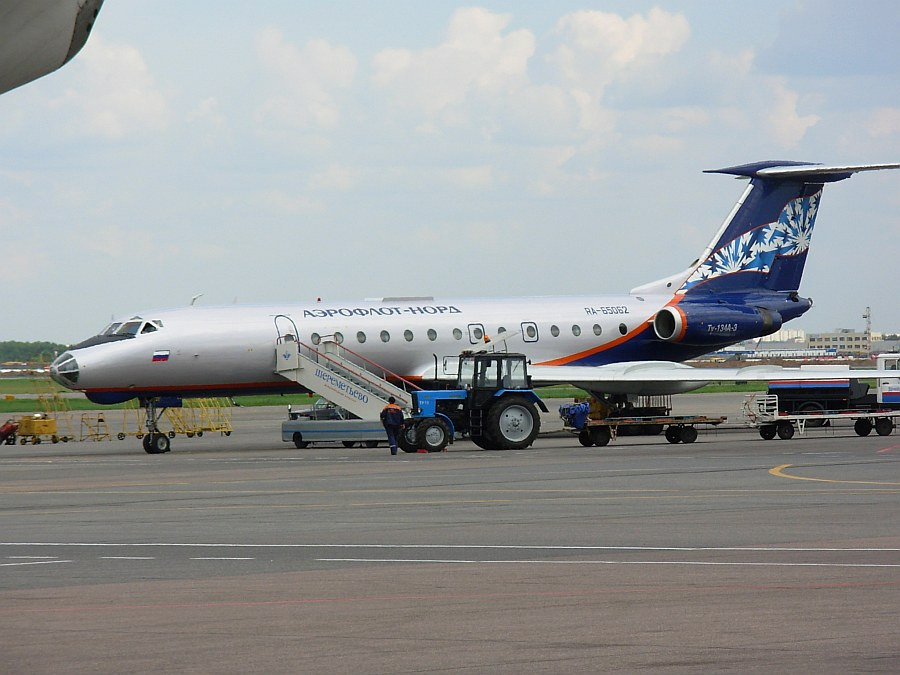
Tupolev Tu-134A3 de la aerolínea

- Arcángel-Aeropuerto Internacional de Talagi

- Astracán-Aeropuerto Internacional de Narimanovo

- Cheliábinsk-Aeropuerto Internacional de Balandino

- Kotlas-Aeropuerto de Kotlas

- Krasnodar-Aeropuerto Internacional de Krasnodar-Pashkovsky

- Leshukonskoye-Aeropuerto de Leshukonskoye

- Moscú-Aeropuerto Internacional de Moscú-Sheremetyevo

- Murmansk-Aeropuerto de Murmansk

- Narian-Mar-Aeropuerto de Narian-Mar

- Novosibirsk-Aeropuerto Internacional de Novosibirsk-Tolmachevo

- Omsk-Aeropuerto de Omsk-Tsentralny

- Perm-Aeropuerto Internacional de Perm-Bolshoe Savino

- San Petersburgo-Aeropuerto Internacional de Pulkovo

- Islas Solovetsky-Aeropuerto de Solovki

- Syktyvkar-Aeropuerto Internacional de Syktyvkar

- Usinsk-Aeropuerto de Usinsk

- Ekaterimburgo-Aeropuerto Internacional de Koltsovo

## Flota

### Flota Actual
La flota de SmartAvia se compone de las siguientes aeronaves, con una edad media de 13.8 años (a mayo de 2023):
| Airbus A320-251N | 2  | — |      | Aeronaves que solían pertenecer a Interjet. |  |  |
| Boeing 737-752   | 2  | — | Y148 |                                             |  |  |
| Boeing 737-800   | 9  | — | Y189 |                                             |  |  |
| Total            | 13 | — |      |                                             |  |  |

## Accidentes e incidentes
- El 14 de septiembre de 2008, el vuelo 821 de Aeroflot se estrelló cerca de Perm, Rusia. El vuelo era operado por un Boeing 737-500, el cual se estrelló por un error del piloto.